# Prva internacionala
Prva internacionala je bila prvo revolucionarno združenje proletariata, ustanovljeno leta 1864 v Londonu. Imenovala se je Mednarodno združenje delavcev (Working Men's International Association). Namen je bil združiti delavski razred vseh držav z namenom spodbujati delo revolucionarnih delavskih strank po svetu. Uradno so jo razpustili leta 1876 v Filadelfiji.

## Razlogi nastanka
Po porazu revolucionarnih trenj v nizu držav leta 1848 je reakcija na ta družbena gibanja v mnogih deželah uničila tedaj obstoječe delavske organizacije, številne revolucionarje so aretirali, nekateri med njimi so emigrirali. Med njimi Karl Marx in Friderich Engels, ju sta se preselila v Anglijo. Verujoča, da je za končno zmage revolucije potrebno združiti delavski razred v enotno organizacijo, s čimer bi bila omogočen močnejši in bolj enoten boj zoper reakcijo, sta podpirala ustanovitev internacionalne organizacije.
Zametke uresničevanja te zamisli je mogoče postaviti v leto 1863, ko so v nekem mitingu v Londonu, posvečenem podpori dogodkom na Poljskem, delavskemu razredu v Franciji sporočili, na tako angleški kot francoski delavci pomagajo delavskemu razredu na Poljskem. Sprejeli so odločitev, da ustanove mednarodno združenje delavcev in komite z 32 člani. Posebna komisija z Marxom na čelu pa je dobila nalogo izdelati statut nove organizacije.

## Struktura
Statut internacionale je vseboval dva dela: v prvem delu so zapisali splošna načela dela internacionale, v drugem pa organizacijsko strukturo. Predvideli so, da bi bila internacionala središče za mednarodno sodelovanje delavskih gibanj. Najvišji organ je bil kongres, v katerem bi, v skladu z Marxovo mislijo, razpravljali o načelnih vprašanjih, s katerimi se sooča gibanje. Zato je statut predvideval, da bi se kongres vsako leto sestal, in sicer bi se združili delegati posamezne sekcije internacionale, ki bi bile v svojem delu povsem avtonomne. Drugi organ je bil generalni svet, ki je uresničeval odločitve internacionale in je hkrati upravljal z njo. 

## Zasedanja
Na prvem kongresi v Ženevi leta 1866 je sodelovalo 60 delegatov, ki so predstavljali 25 sekcij, organiziranih v Angliji, Franciji, Nemčiji in Švici. Na drugem zasedanju septembra 1867 v Lausannei so sodelovali predstavniki iz šestih držav, na tretjem v Bruslju septembra 1868 je sodelovalo sto delegatov, na četrtem v Baslu leto kasneje so sodelovali tudi predstavniki ameriškega delavstva, peti, zadnji kongres prve internacionale pa so priredili leta 1872 v Haagu. Takrat so sprejeli odločitev, da bi sedež generalnega sveta iz Londona preselili v New York. 

## Razprave
Zgodovina prve internacionale je prežeta z boji med Marxom in Engelsom ter znanima anarhističnima teoretikoma, Bakuninom, Proudhonom, in drugimi teoretiki, ki so bili drugačnega mišljenja. Tako ženevski kot lozanski kongres sta bila posvečena borbi s proudhonsiti, ki so nasprotovali organiziranji stavk in si politično borbo proletariata predstavljali na drugačen način. Na bruseljskem kongresu je bil ta krog poražen, vendar se je oblikoval drug, katerega glavni ideolog je bil Bakunin. Boj je bil zaključen 1872, ko so izključili Bakunina in njegove somišljenike.

## Pomen
Prva internacionala je odigrala pomembno vlogo v času pariške komune, katere obstoj je podrpla, po njenem zlomu pa je organizirala široke mednarodne akcije zoper ravnanje francoske oblasti. Po tem dejanju so internacionalo v Franciji in drugod označili za protidržavno gibanje, kar je za njeno delovanje predstavljalo vse večjo oviro. Prav zato so na haškem zasedanju sprejeli odločitev, da preselijo sedež v ZDA, vendar je niso uresničili, generalni svet pa je de facto prenehal z delovanjem. 
Vendarle je prva internacionala odigrala pomembno vlogo pri širjenju marksistične misli, podala je programsko podlago in temelje mednarodnemu delovanju delavskih gibanj.
Mogoče je oceniti, da sodi prva internacionala v prvo fazo razvoja delavskega gibanja in predstavlja prve uspehe v mednarodnem delovanju, v proletarskem internacionalizmu, kar je postalo zelo pomemben vidik delavskega gibanja v celoti. To je bila doba, ko se je v delavsko gibanje prebijala ideologija znanstvenega socializma, vedno v ostri konkurenci z drugimi socialističnimi ideološkimi šolami. Razpadati je začela po porazu pariške komune.